# Spalt

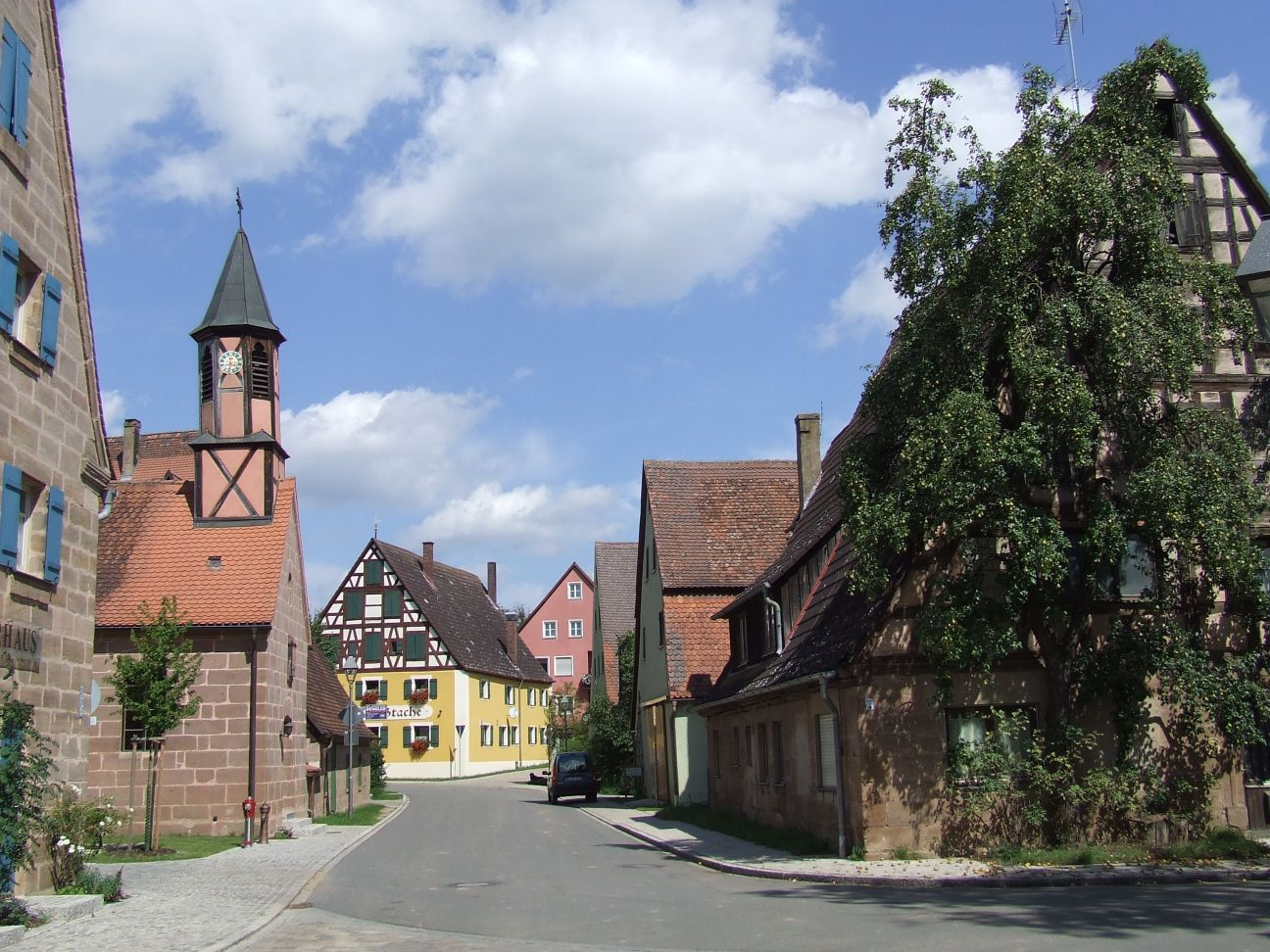
Spalt

Spalt este un oraș din Franconia Mijlocie, landul Bavaria, Germania.